# Masaki Fukai
Masaki Fukai (深井 正樹 Fukai Masaki?), född 13 september 1980 i Yamanashi prefektur, är en japansk fotbollsspelare.
Fukai började sin karriär 2003 i Kashima Antlers. Efter Kashima Antlers spelade han för Albirex Niigata, Nagoya Grampus, JEF United Chiba, V-Varen Nagasaki och SC Sagamihara. Han avslutade karriären 2016.